# IZUMO3
IZUMO3 (англ. IZUMO family member 3) – білок, який кодується однойменним геном, розташованим у людей на 9-й хромосомі. Довжина поліпептидного ланцюга білка становить 239 амінокислот, а молекулярна маса — 27 768.
| 10         |  | 20         |  | 30         |  | 40         |  | 50         |
| ---------- |  | ---------- |  | ---------- |  | ---------- |  | ---------- |
| MGDLWLFLLL |  | PLSAFHGVKG |  | CLECDPKFIE |  | DVGSLLGNLI |  | PSEVPGRTQL |
| LERQIKEMIH |  | LSFKVSHSDK |  | RLRVLAVQQV |  | VKLRTWLKNE |  | FYKLGNETWK |
| GVFIYQGKLL |  | DVCQNLESKL |  | KELLKNFSEI |  | ACSEDCIVVE |  | GPILDCWTCL |
| RMTNRCFKGE |  | YCGDEDPRKA |  | ENREIALFLI |  | LLATAVILGS |  | AVLLFHFCIF |
| HRRKMKAIRR |  | SLKEYVEKKL |  | EELMGKIDEK |  | EEKDFRLRK  |  |            |

A: Аланін

C: Цистеїн

D: Аспарагінова кислота

E: Глутамінова кислота

F: Фенілаланін

G: Гліцин

H: Гістидин

I: Ізолейцин

K: Лізин

L: Лейцин

M: Метіонін

N: Аспарагін

P: Пролін

Q: Глутамін

R: Аргінін

S: Серин

T: Треонін

V: Валін

W: Триптофан

Локалізований у клітинній мембрані, мембрані.